# 鹿港民俗文物館

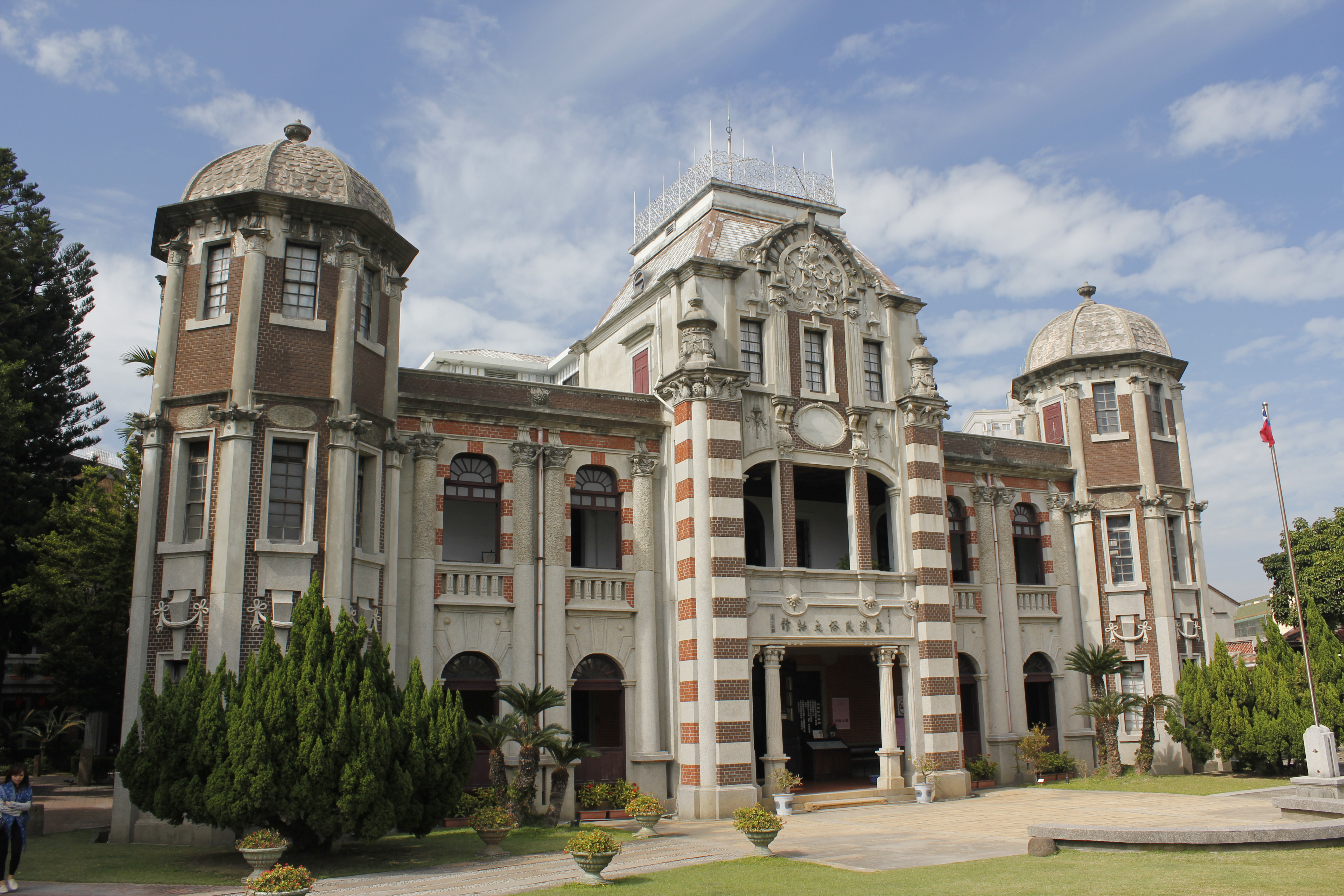
鹿港辜家舊居, 現為鹿港民俗文物館

鹿港民俗文物館是臺灣第一座私人博物館，位於鹿港大街的後巷（彰化縣鹿港鎮中山路152號），前身為近代顯赫一時的台灣五大家族之鹿港辜家辜顯榮宅邸。鹿港的地政檔案顯示，興建於日本大正三年（1914年），歷時五年建成。

## 設計
其平面結合了洋樓（英式鐘樓型建築）與台灣合院住宅的風貌，正面兩翼設八角形衛塔，入口屋頂採曼薩爾式（Mansard）風，明顯受到同時期台南州廳設計者森山松之助之影響。

## 歷史
鹿港辜家捐出「大和厝」西式洋樓，由辜振甫捐出收藏文物、辜偉甫擔任創館董事長，初設董事九人。1973年8月10日，首先成立文物館附設圖書館於「古風樓」，開放在地閱讀服務，目前該館大部分圖書已贈予鹿港鎮圖書館。同年11月10日創館開幕，立委洪炎秋、省主席謝東閔及董事長辜偉甫出席剪綵。
辜偉甫連任四屆董事長至1982年辭世，董事會委請鹿港當地人士黃奕鎮、許志錕接任館長。1985年，辜振甫出任第五屆董事長，董事人數增至十位。隔年，文物館受韋恩颱風重創，屋頂全毀暫告停業。1987年委由萬達工程公司主導修復工程，1988年9月，辜振甫夫人辜嚴倬雲接任館長，任期至2012年。1990年，建築修復工程竣工。辜振甫夫婦出資整修洋樓屋頂、展示廳櫥櫃、古風樓屋頂等建築構建；並陸續舉辦1991年的「雕刻」、1992年的「國畫」、1995年的「黃金漆繪」、2001年的「攝影展」等特展項目。2001年，中華郵政以文物館的「紅眠床」為主題發行郵票。2003年，辜濂松繼任第十一屆董事長，董事人數增至十四位，任內舉辦建館31週年「親子寫生比賽」並擴增「禮品部」從事周邊商品行銷。2004年，園區建築「古風樓」整建完成，至2007年始全面開放參觀。2006年，辜寬敏出任第十二屆董事長，董事人數擴增至十五位，任內推出2009年「祖師爺文物」、2010年「虎年文物」等特展主題，同年與國史館合辦「百年風華五大家族特展」。2012年舉辦「龍年燈會」。同年6月，辜嚴倬雲任董事長、辜懷群獲提名為館長。2013年8月10日，鹿港民俗文物館為回饋鹿港鎮民，推動設籍鹿港者持有效身份證明文件赴館參觀，享全年不限次數免費優惠。
2015年辜寬敏回任第十五任董事長，以吳坤山為館長。2017年辜仲諒出任董事長。2019年，時逢辜家洋樓落成百年，館方推出百年慶祝系列活動，推出以早期臺灣閨秀為主題的「百黛風華‧臺灣仕女特展」，展出髮妝飾品、衣著織物及妝臺傢俱等藏品。

## 展覽主題

### 洋樓

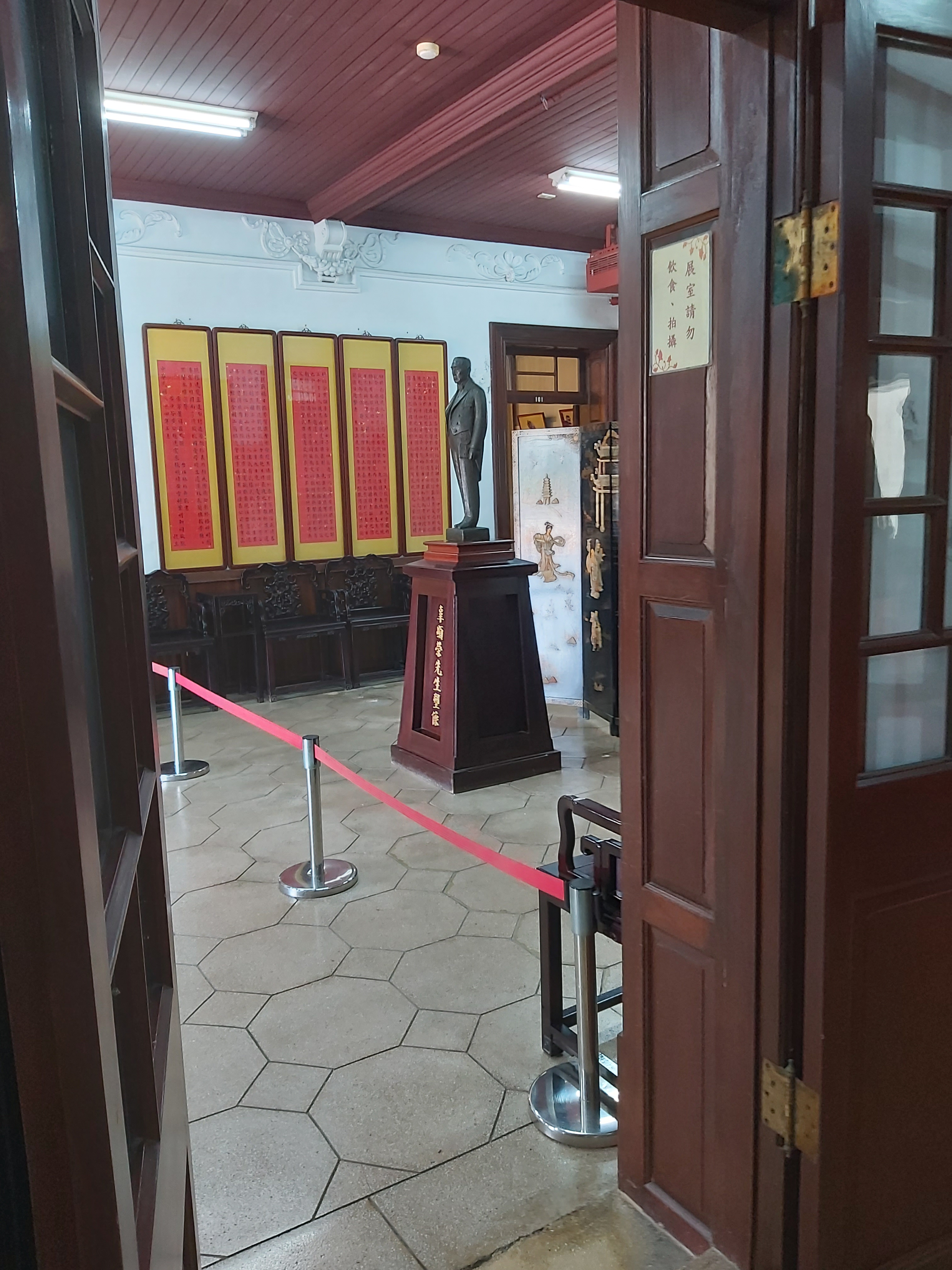
大廳
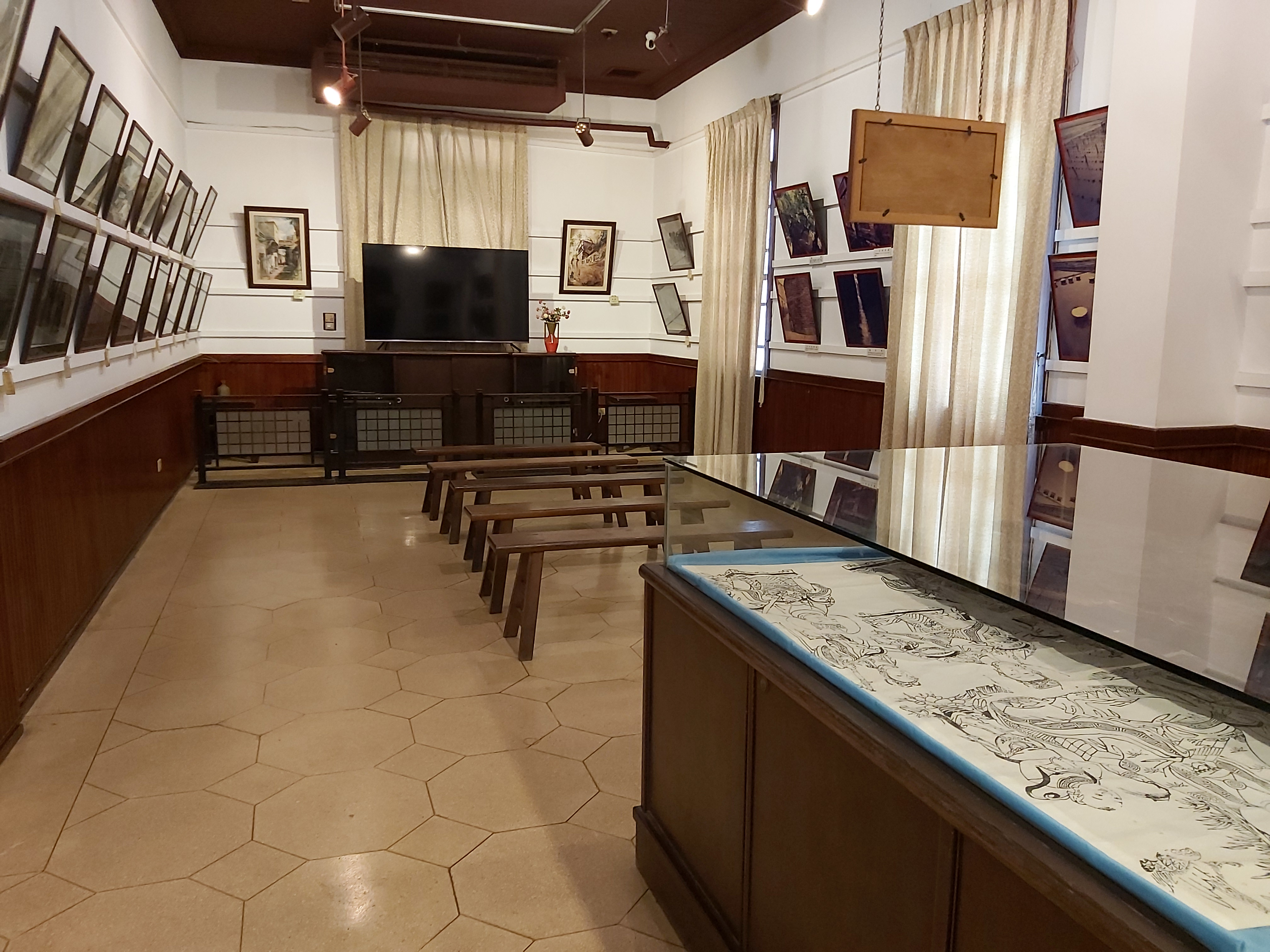
文獻圖片展視室
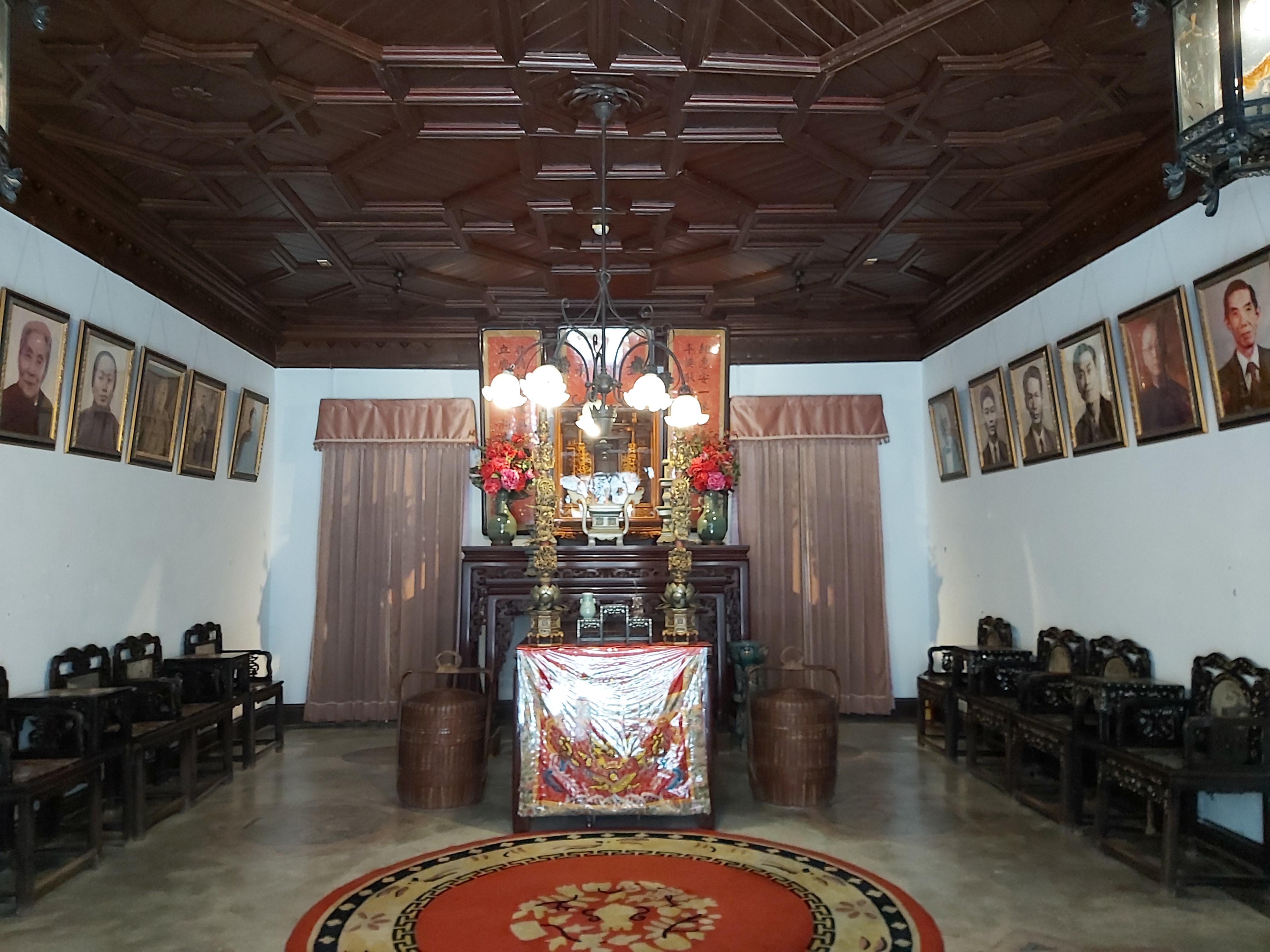
辜家祠堂
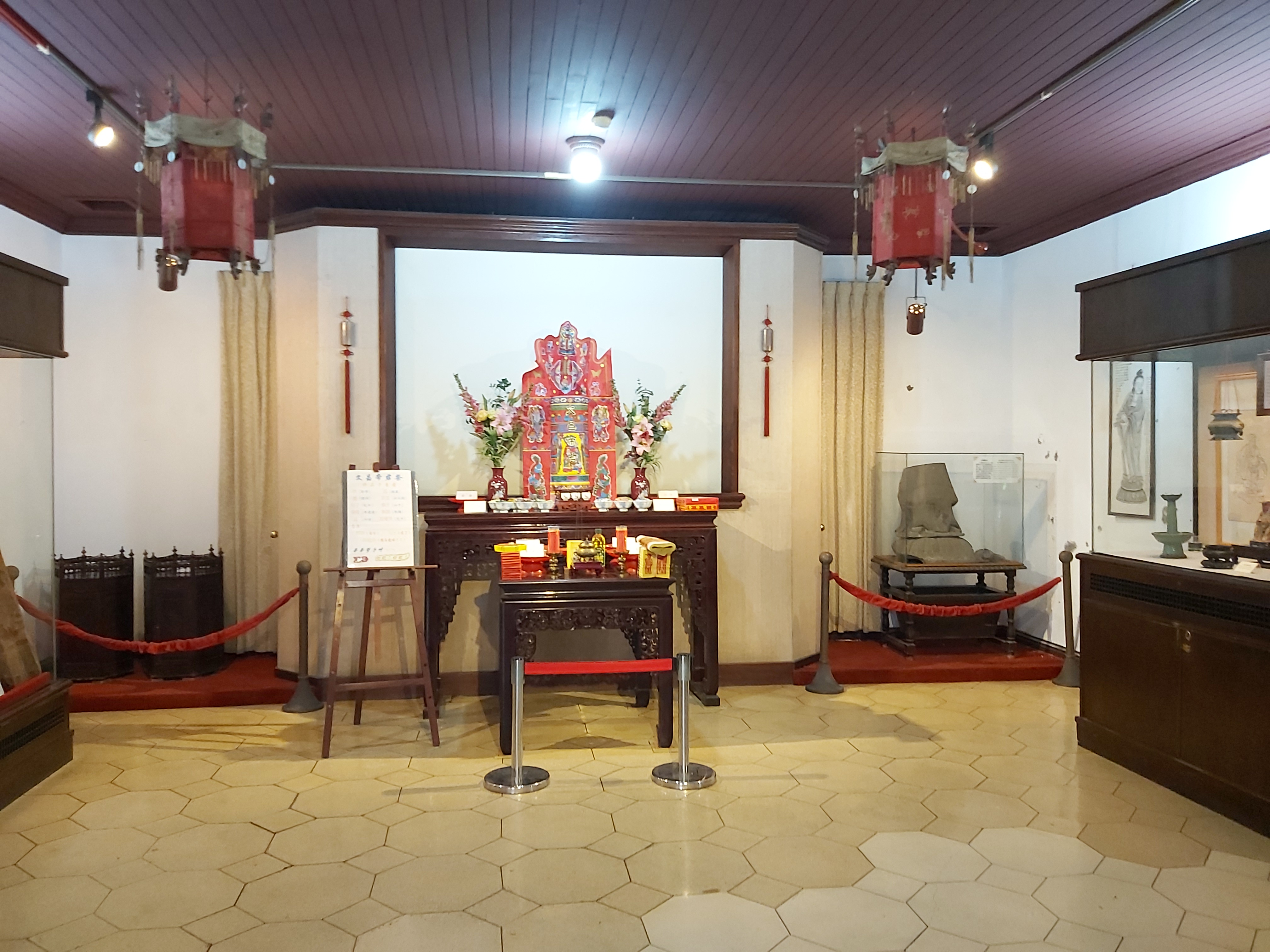
宗教禮俗文物陳列室
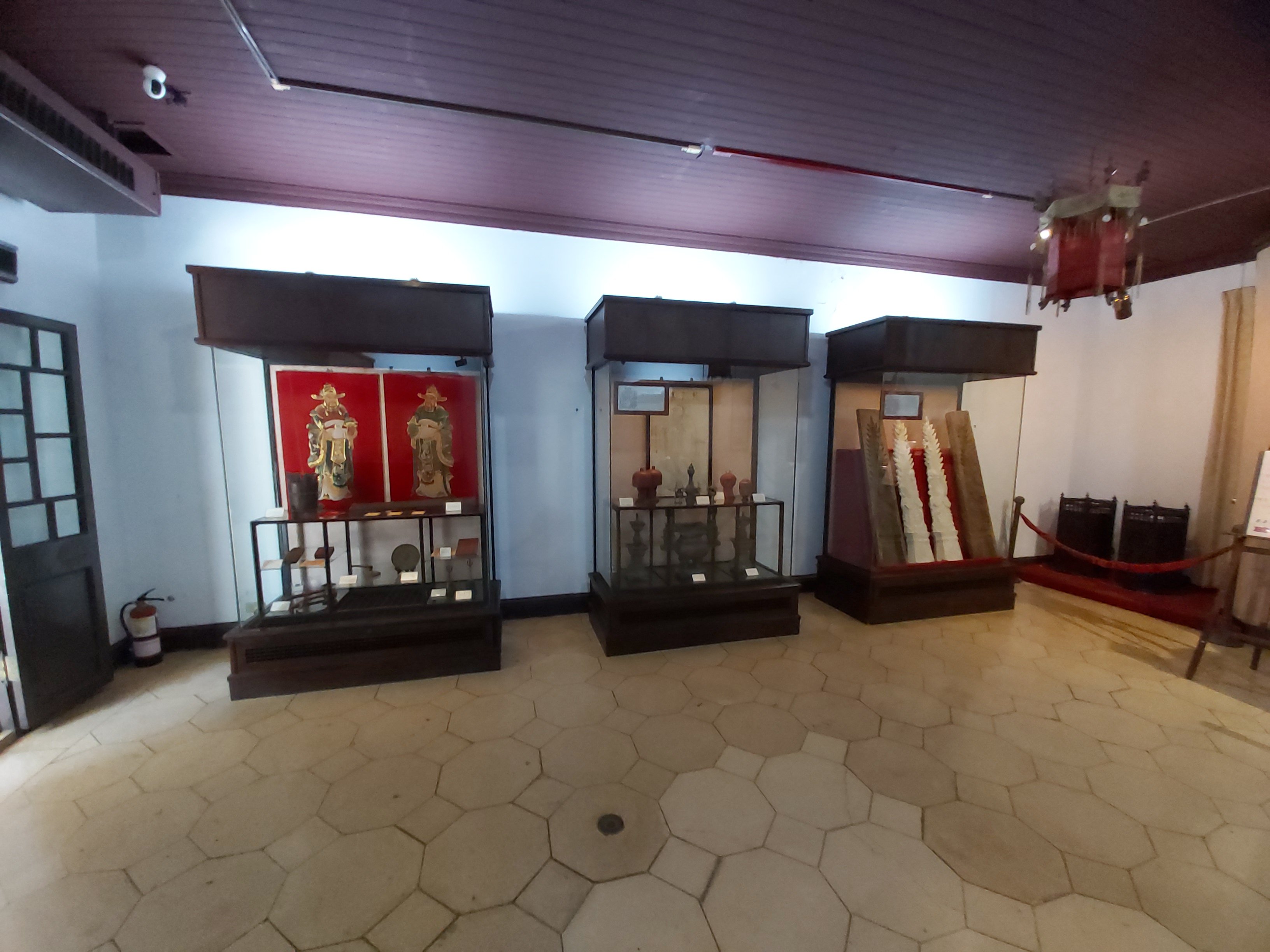
宗教禮俗文物陳列室
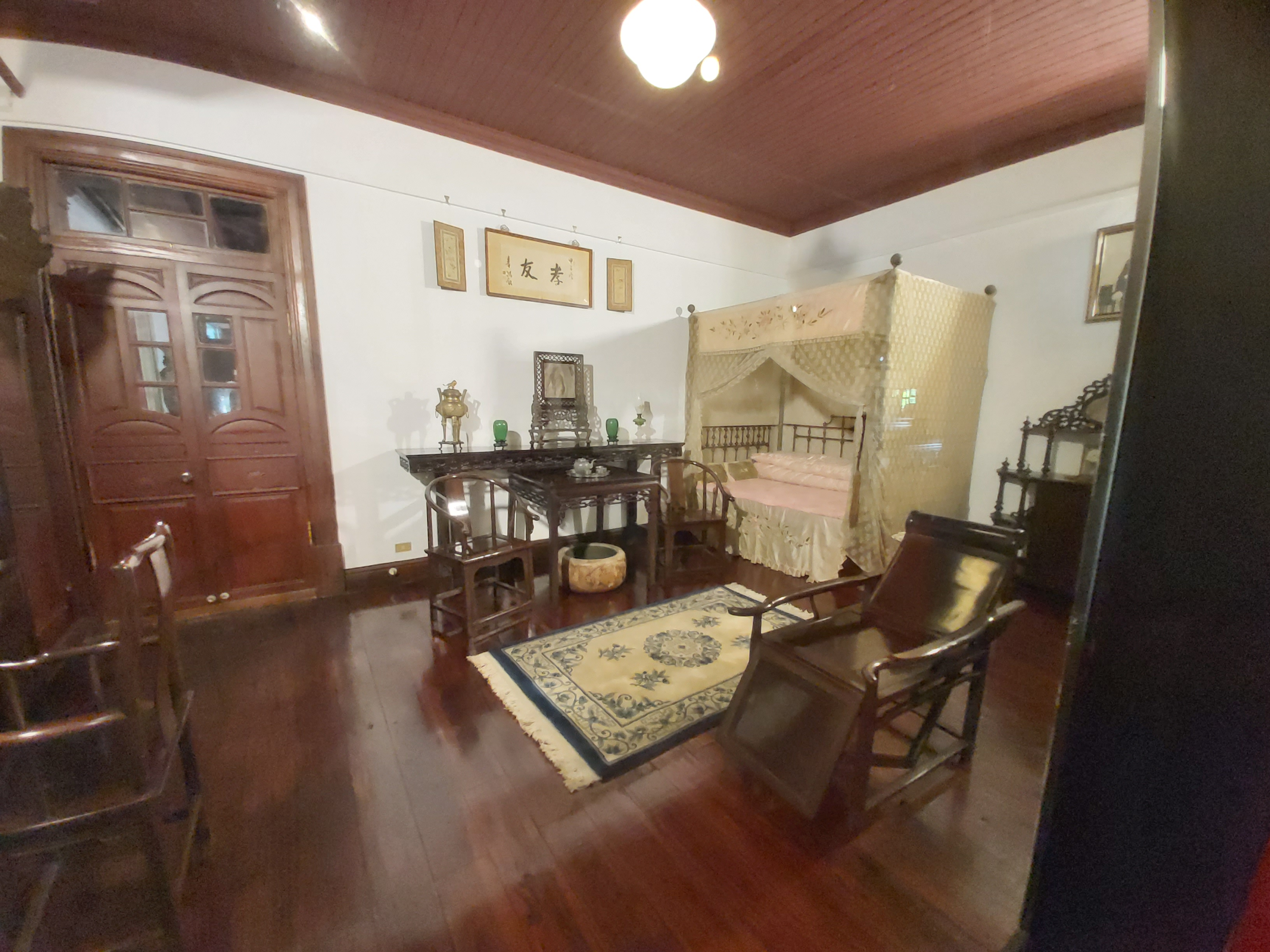
辜氏臥房
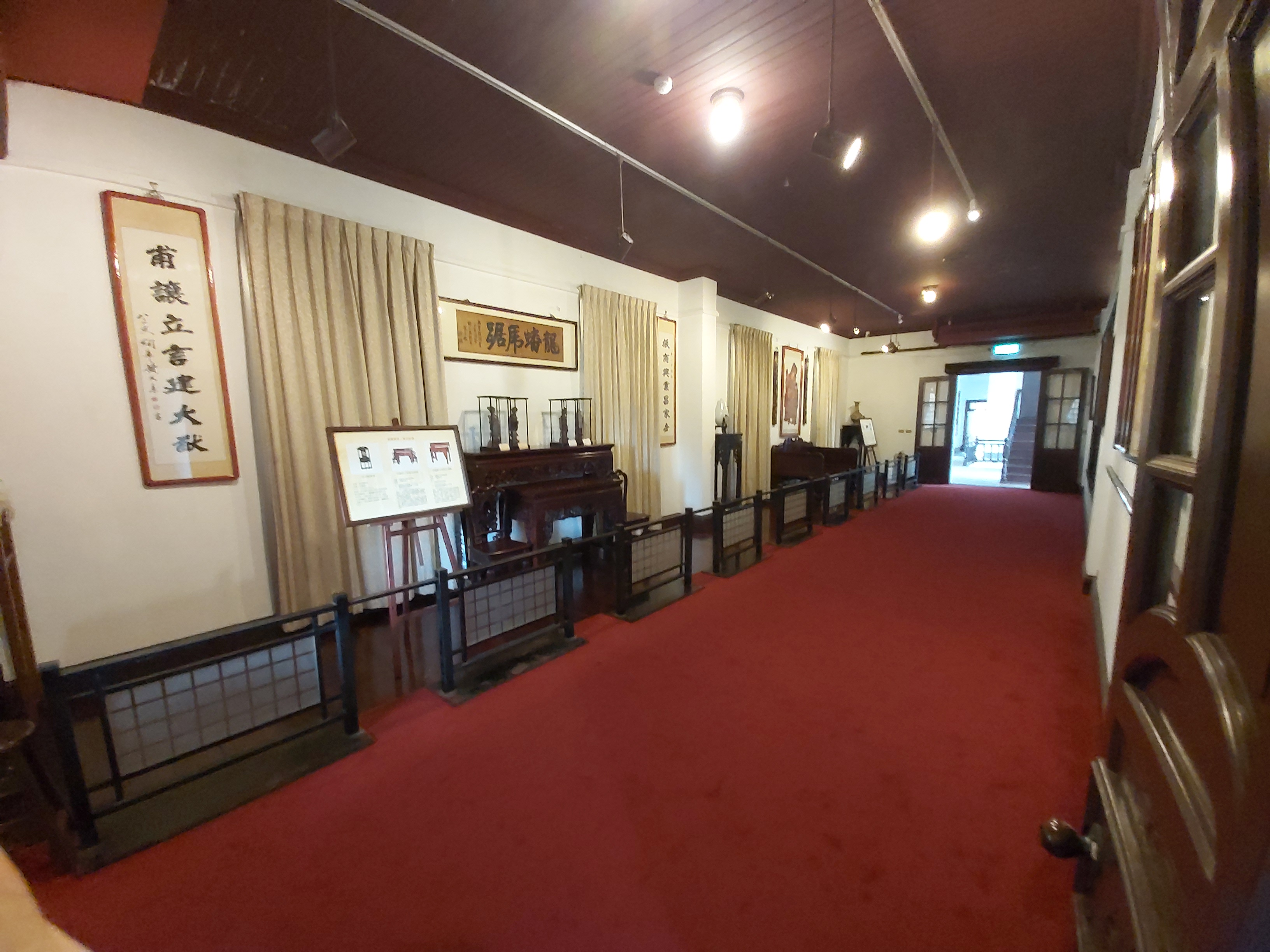
迴廊
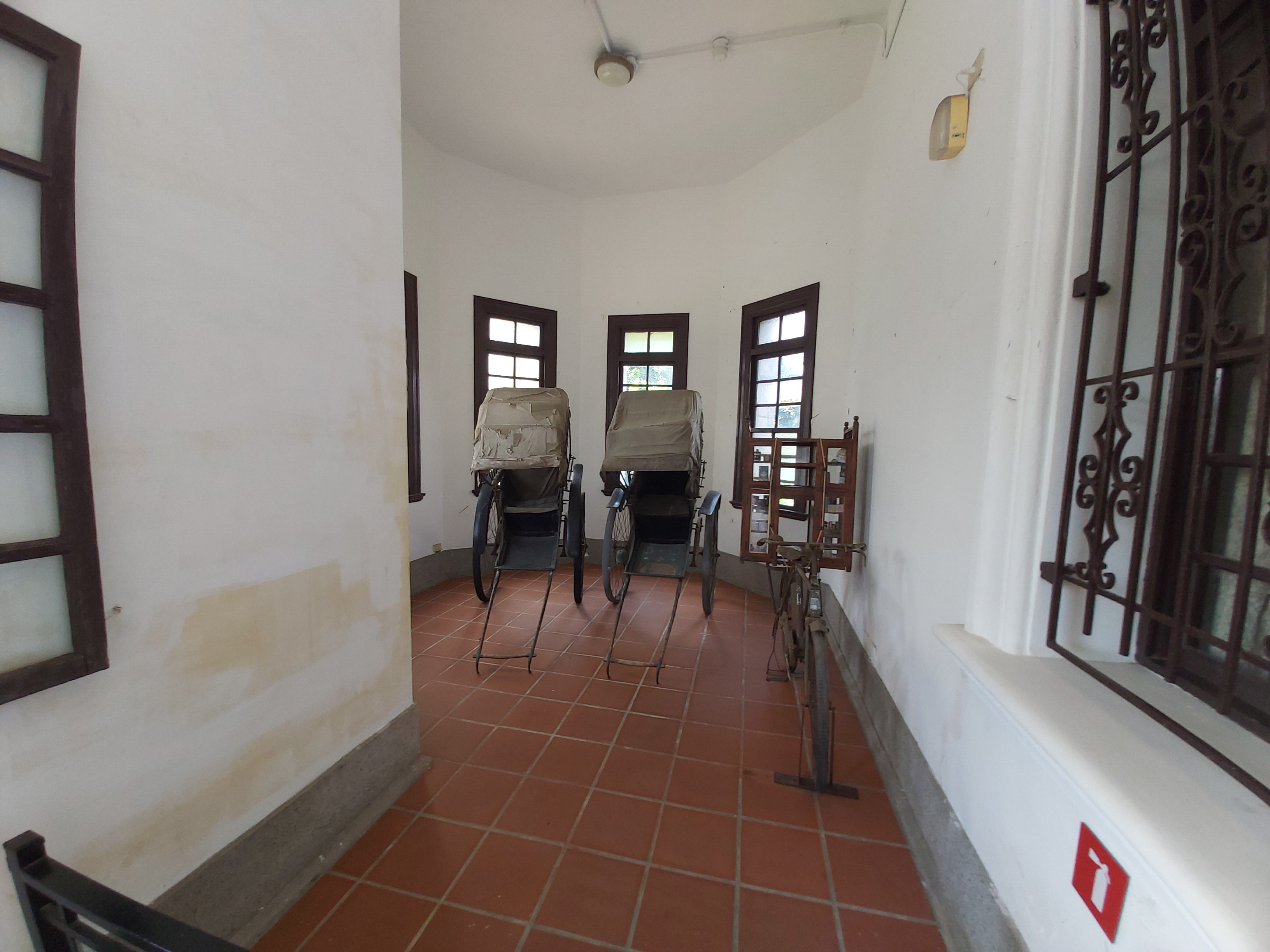
角樓展廳
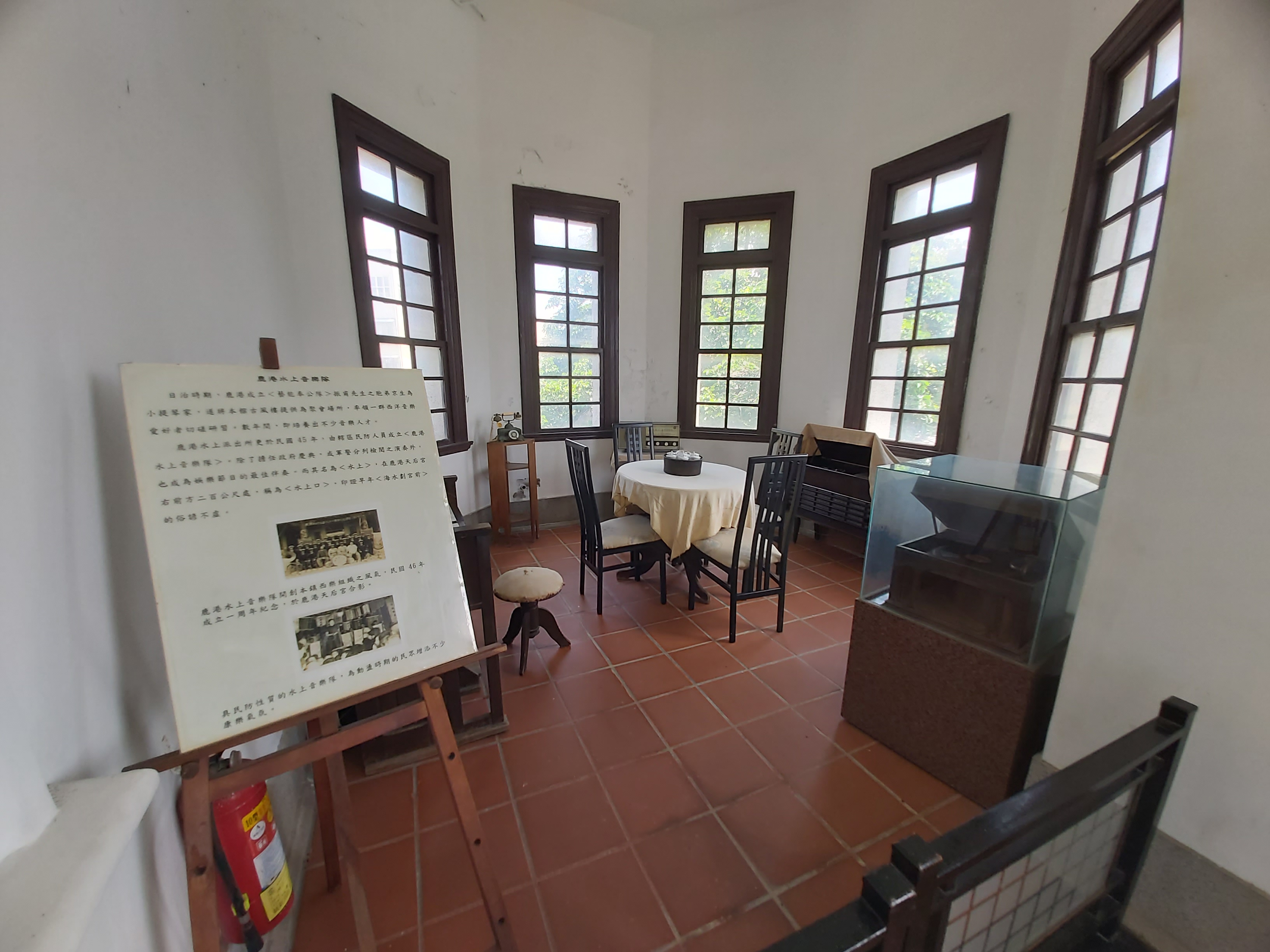
角樓展廳
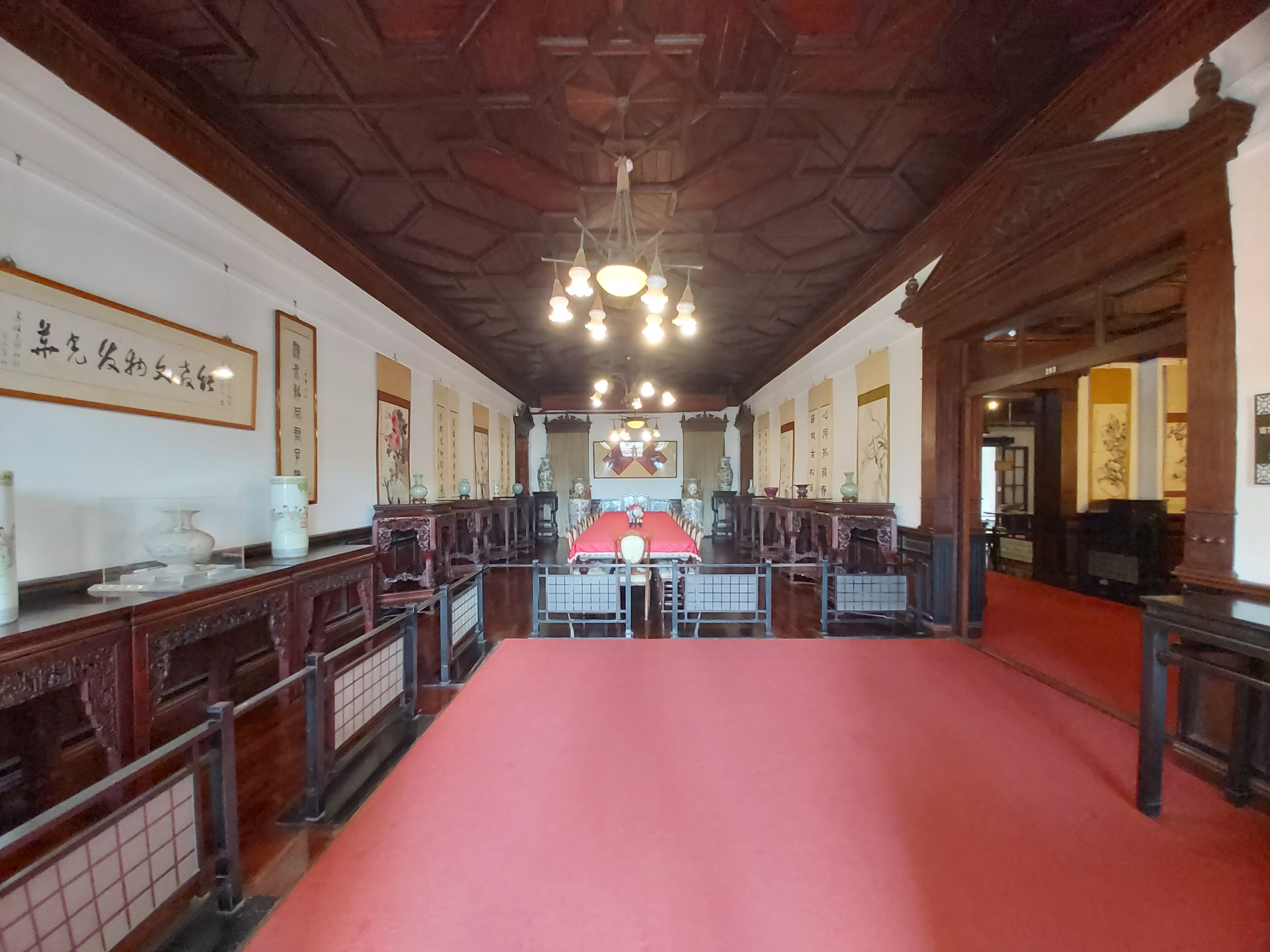
會議廳堂
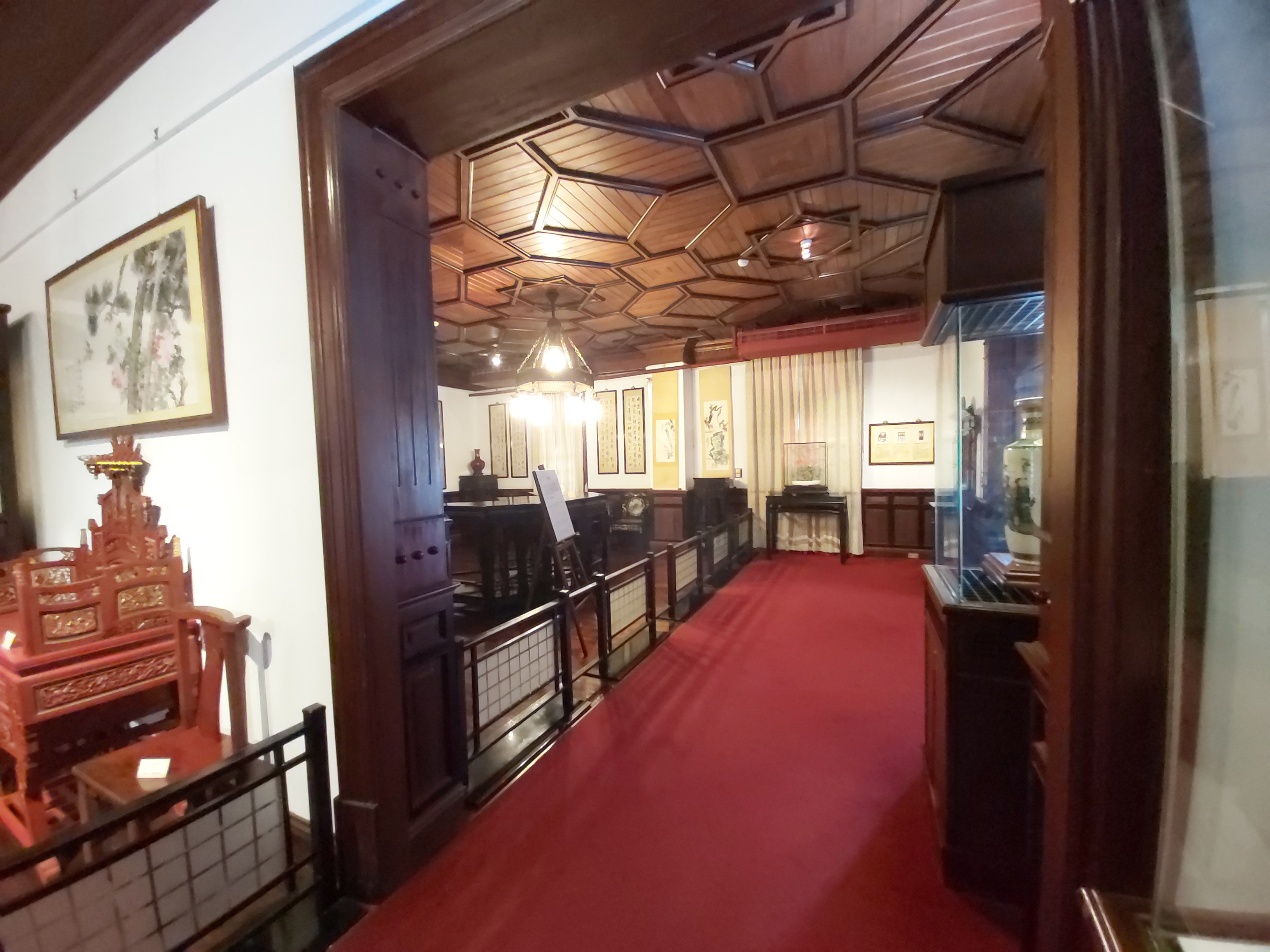
貴賓廳堂
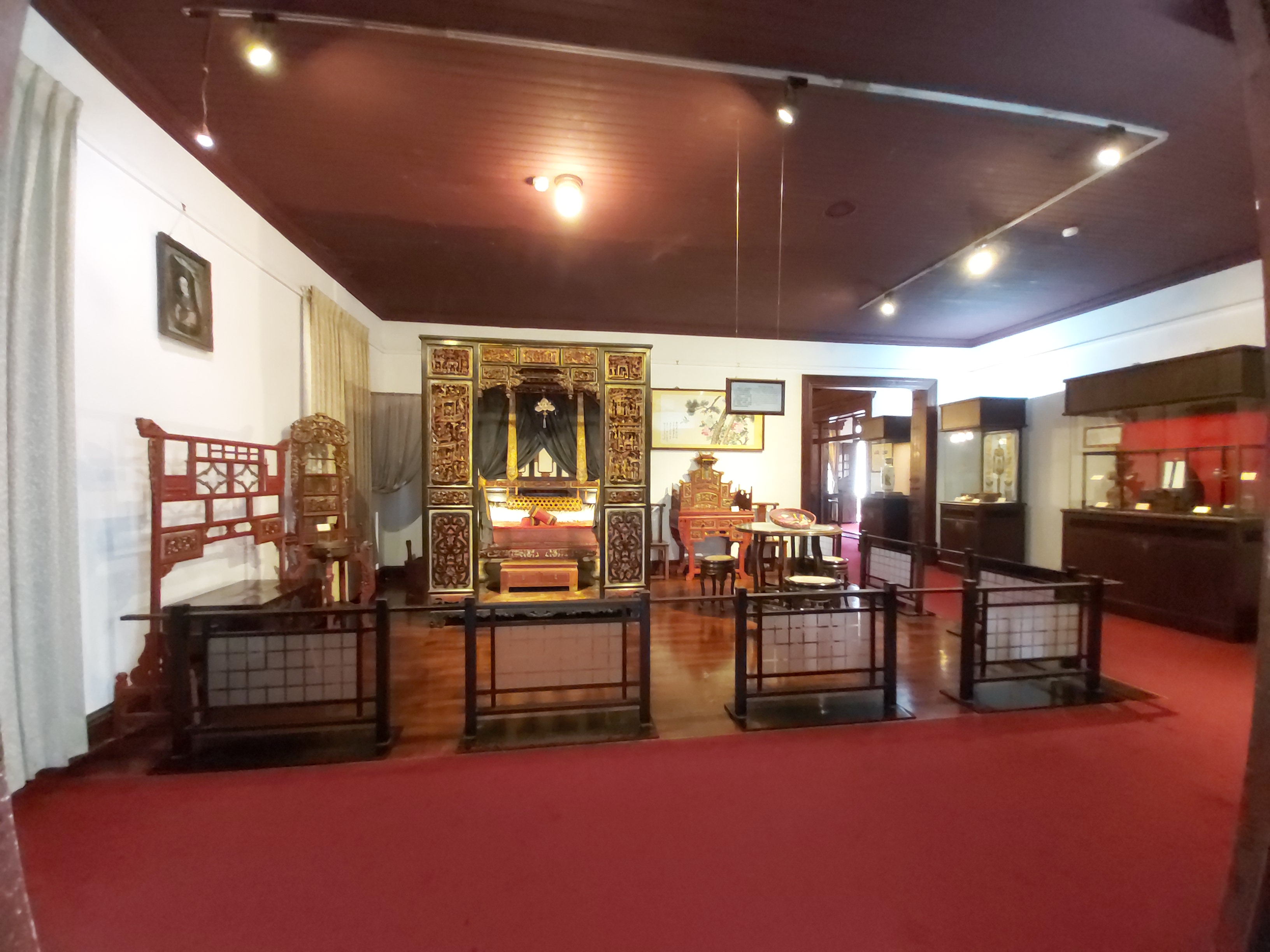
閨女臥房
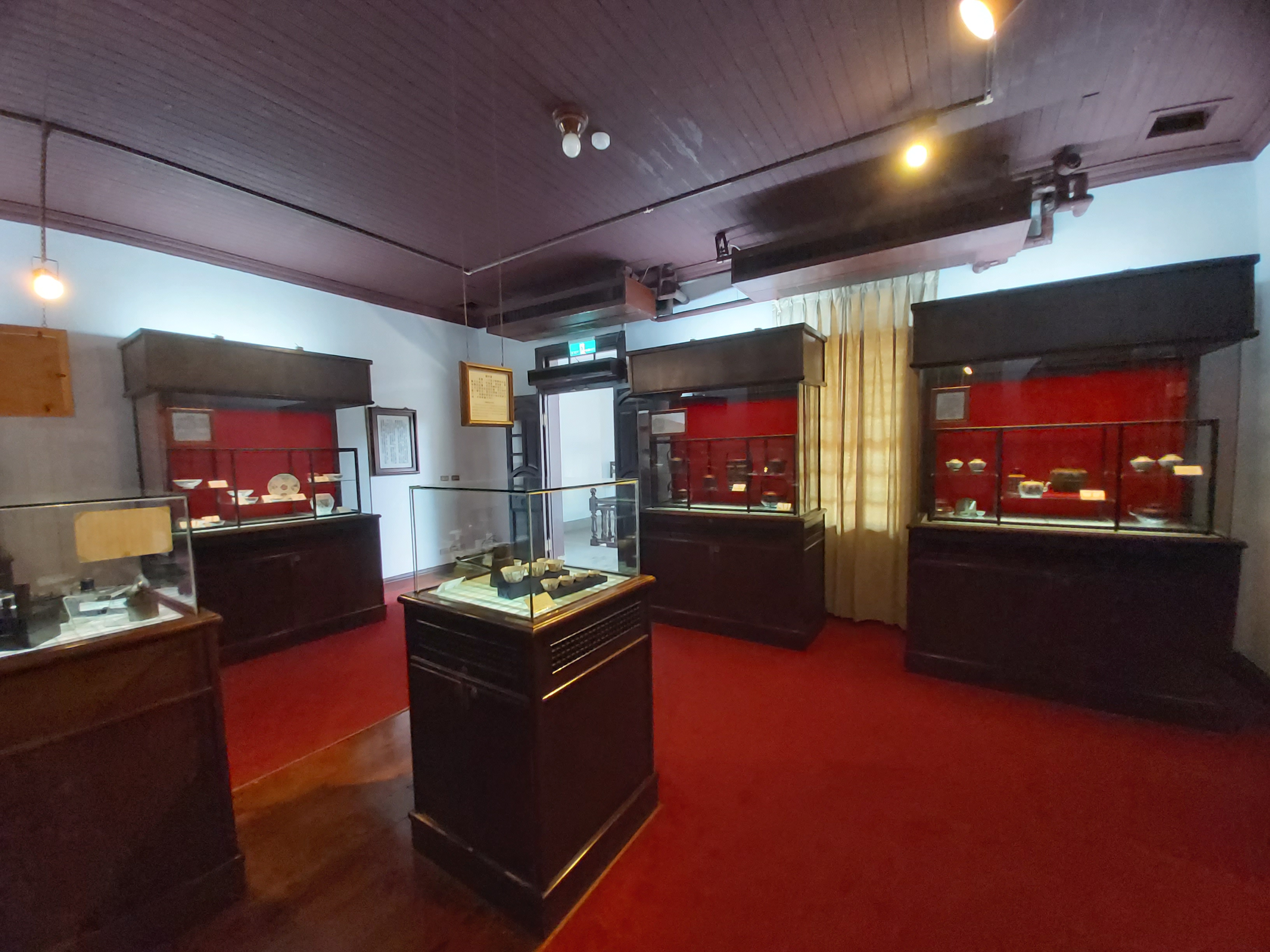
餐飲器皿展視室
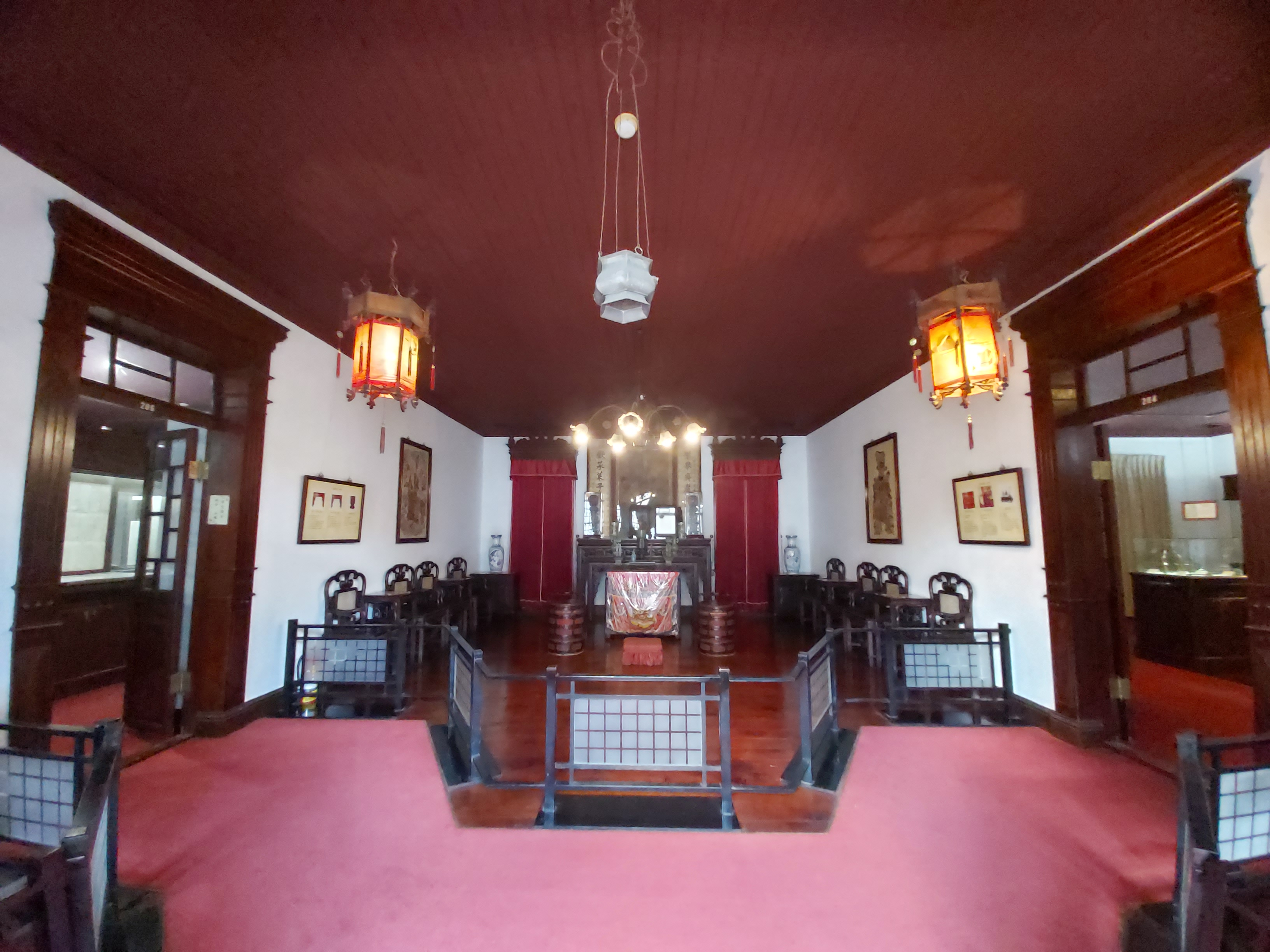
齋堂
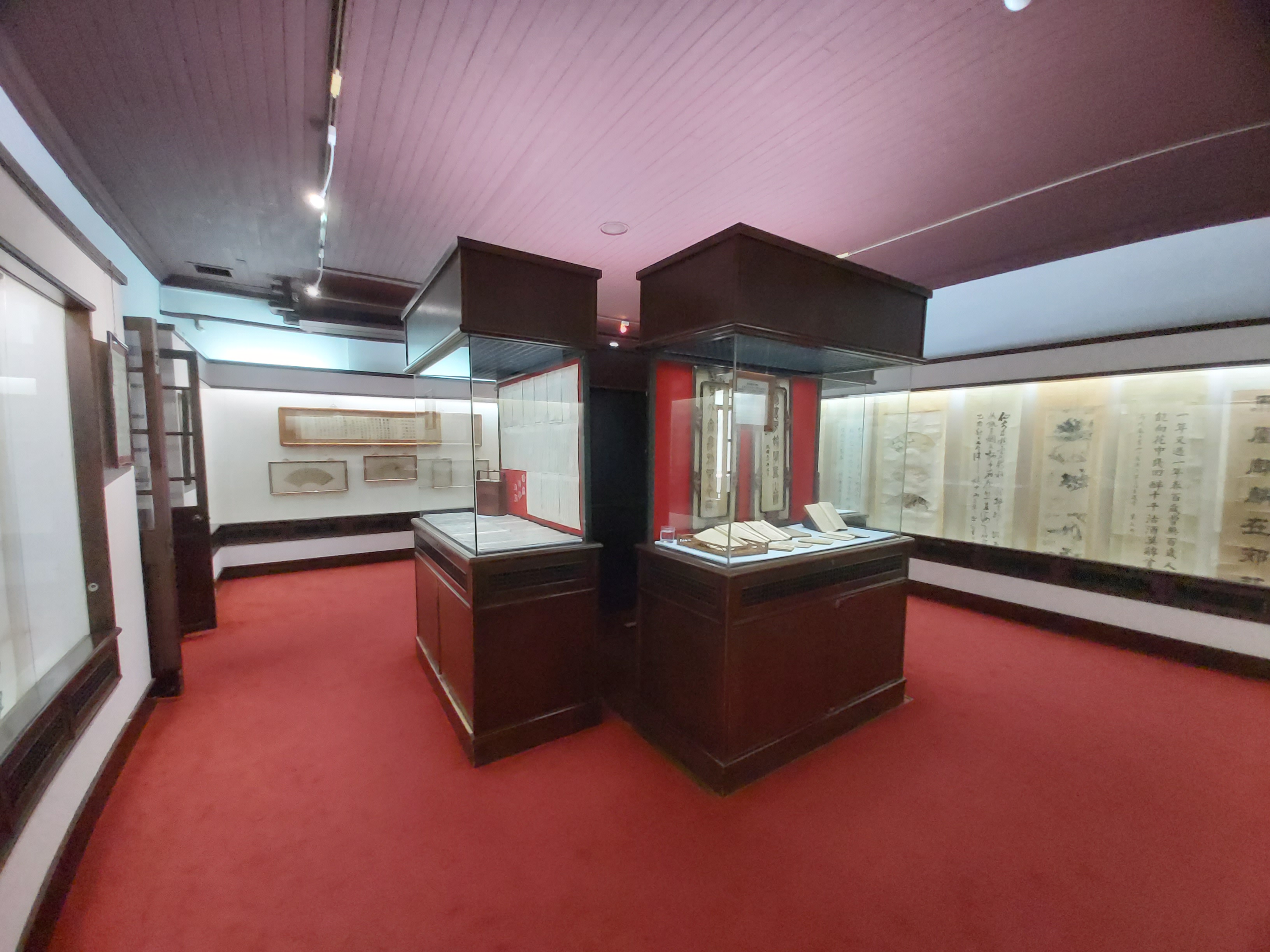
書畫文獻展視室
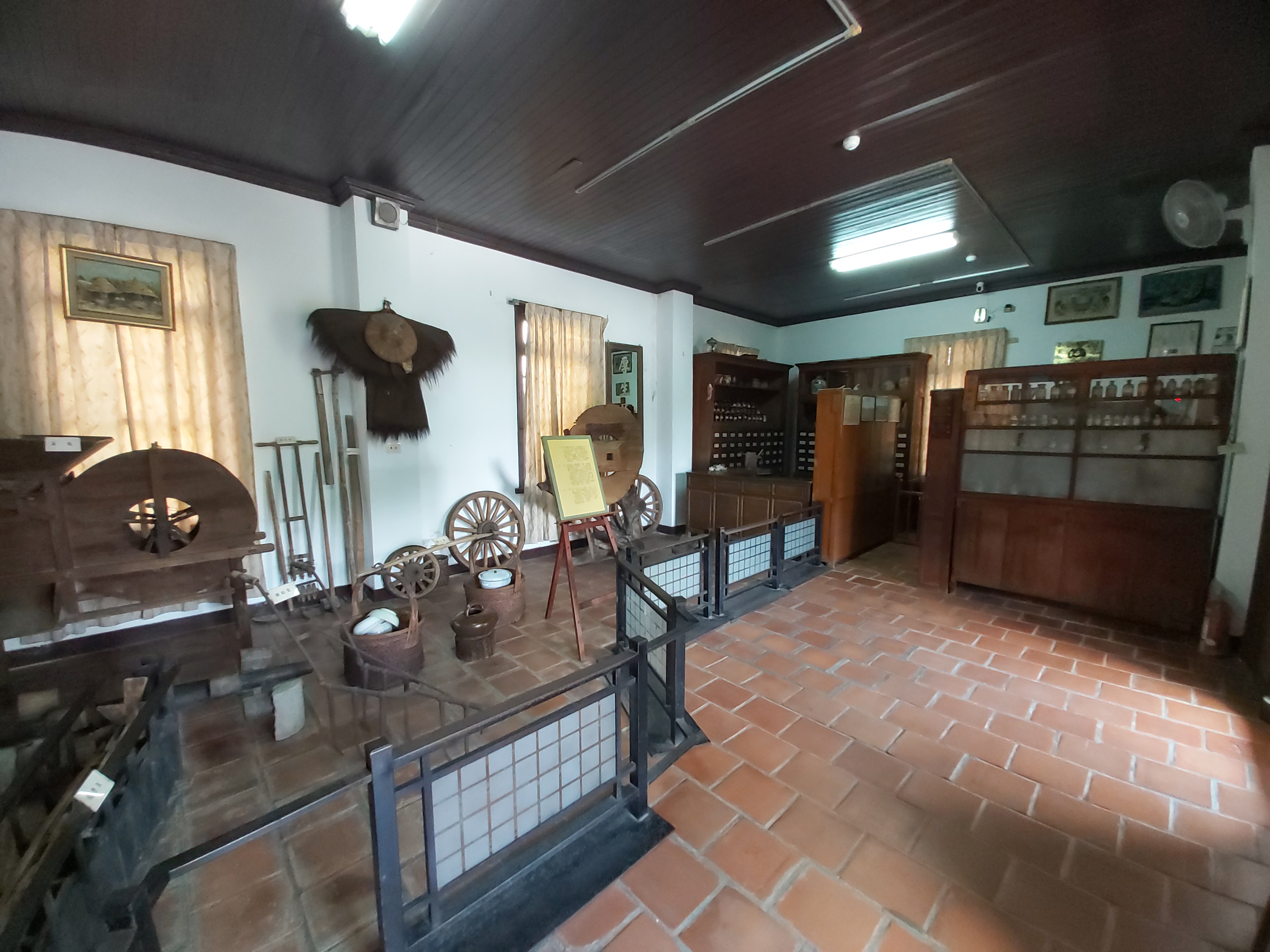
古樓采風展視室

### 古風樓

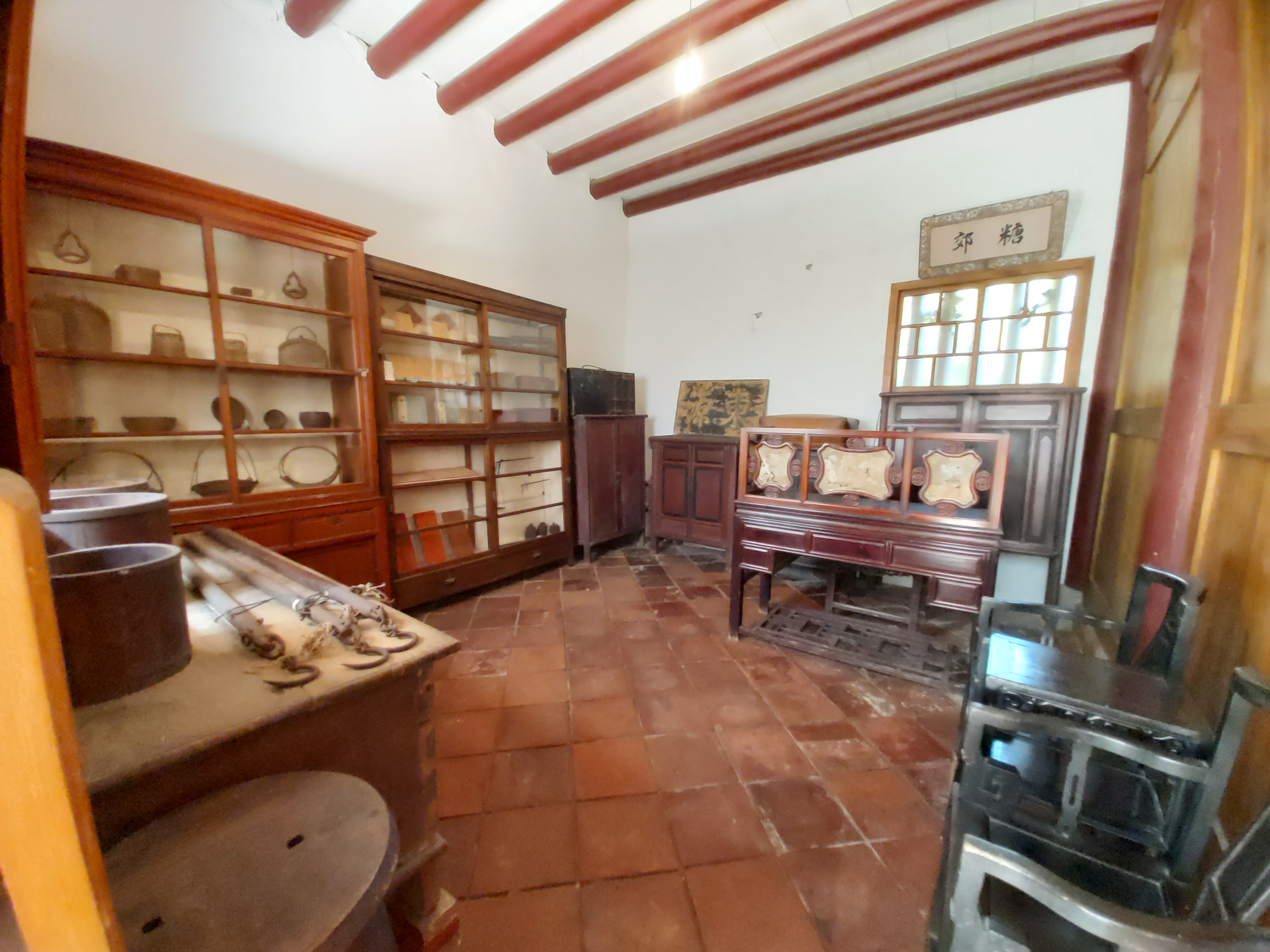
賬房
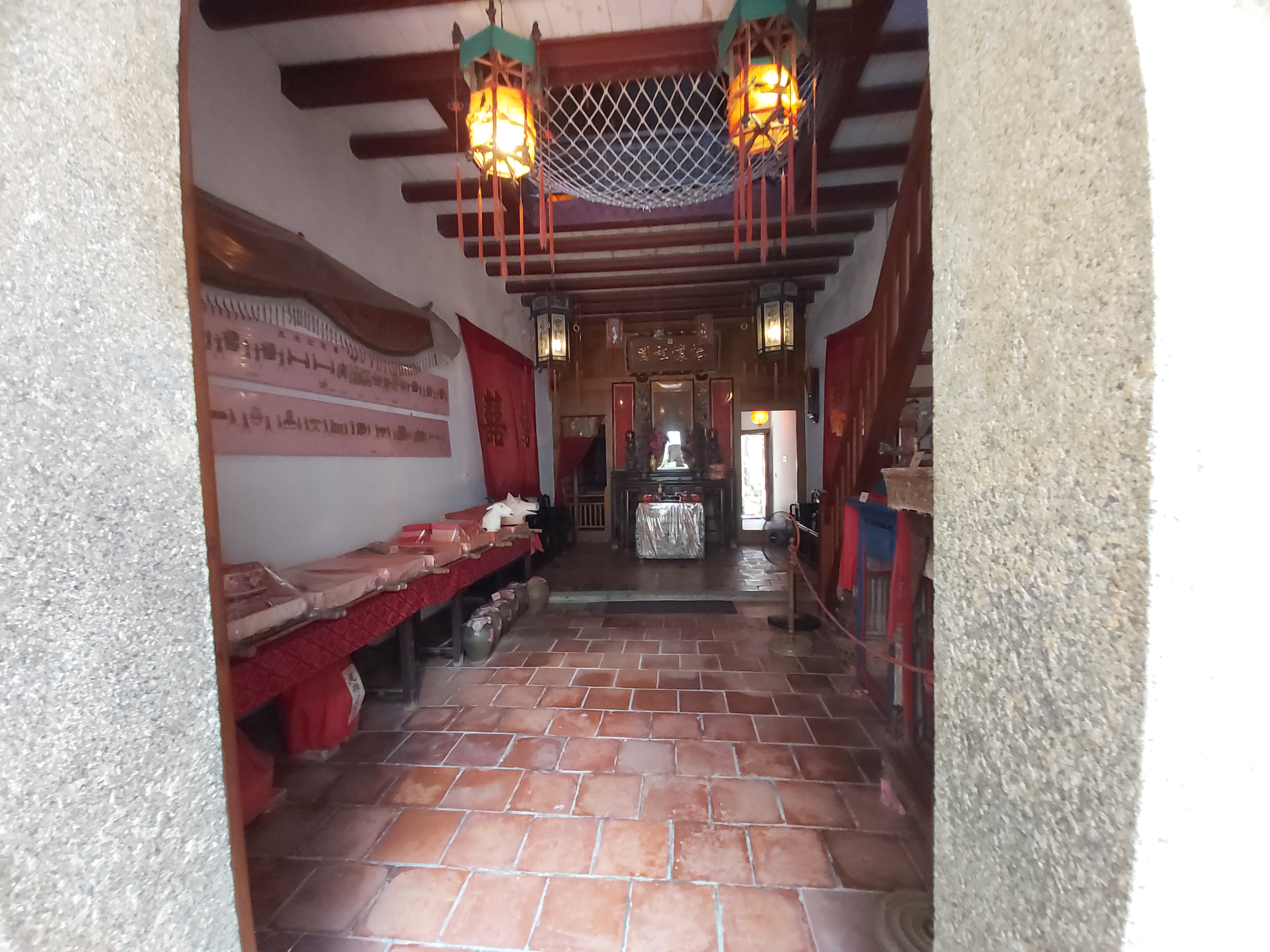
廳堂
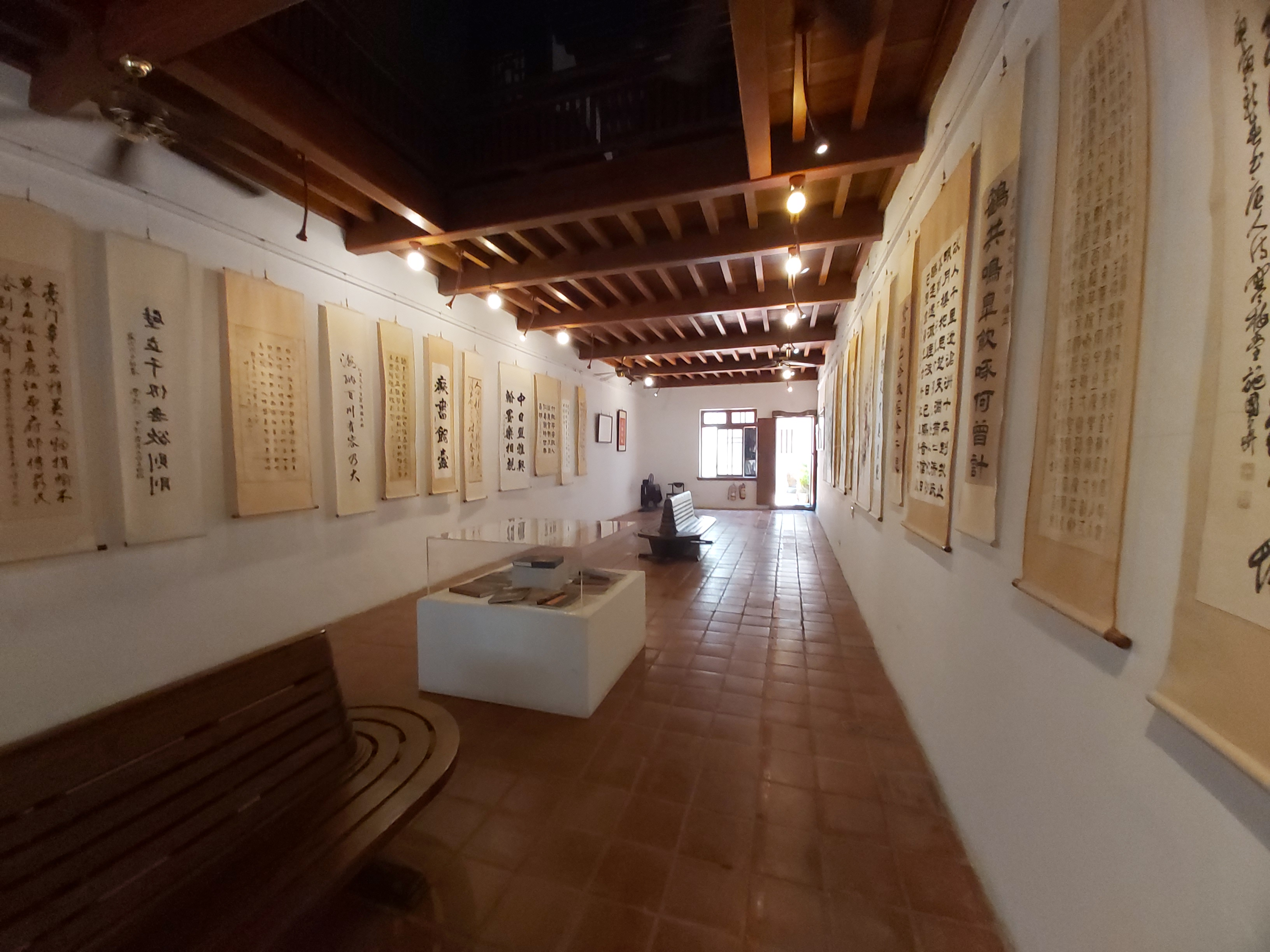
藝廊
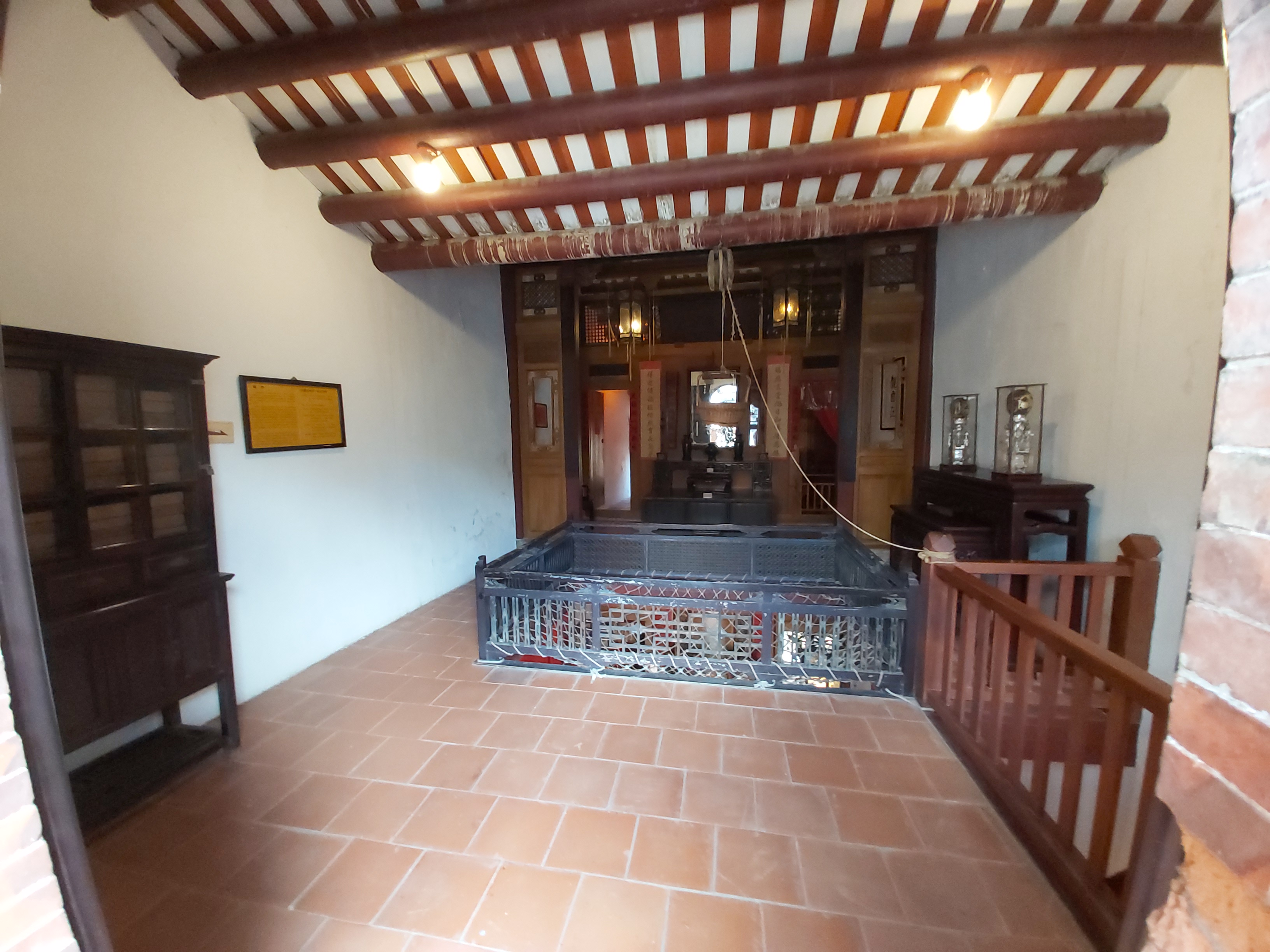
天井樓閣
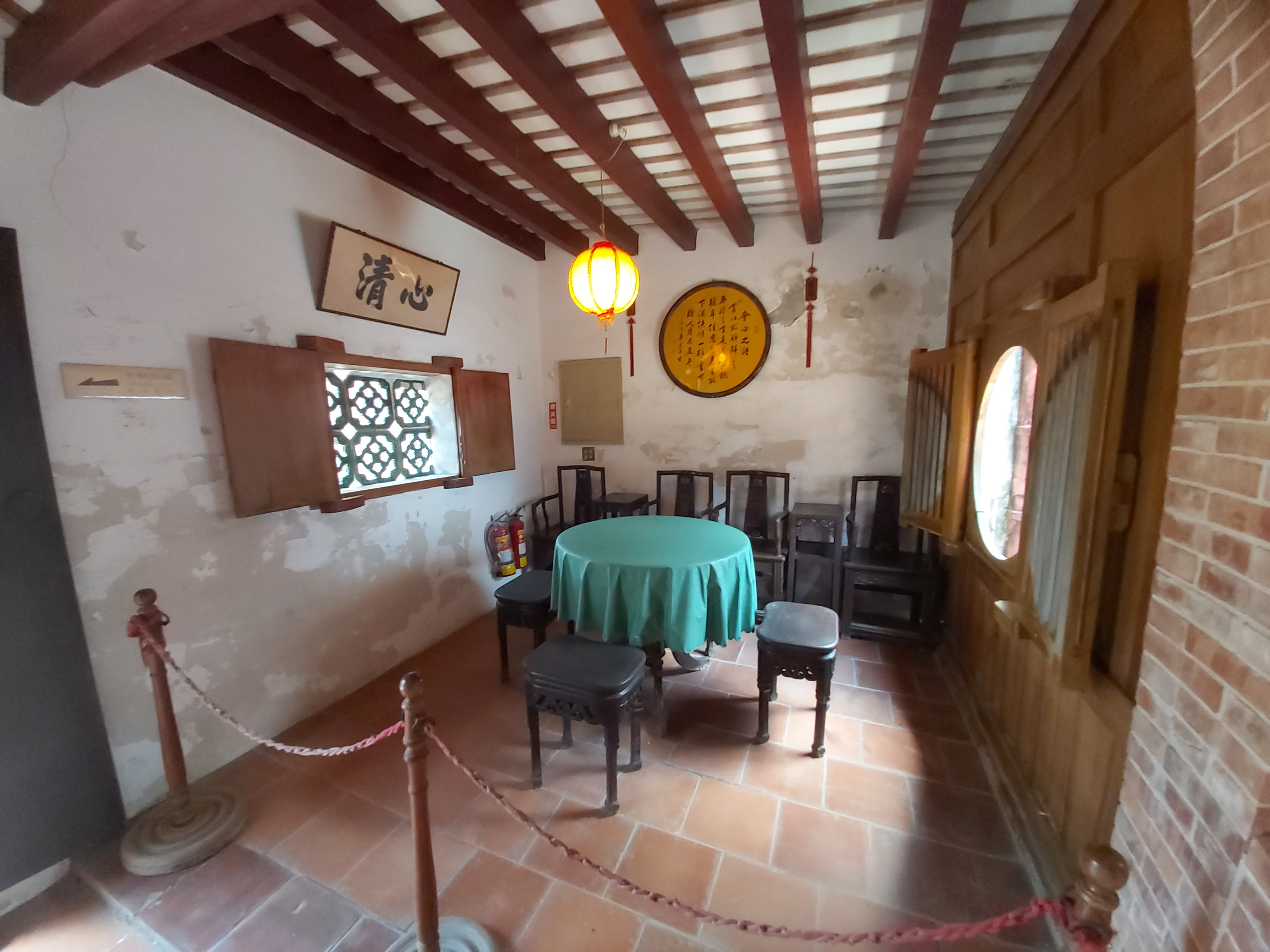
櫥房
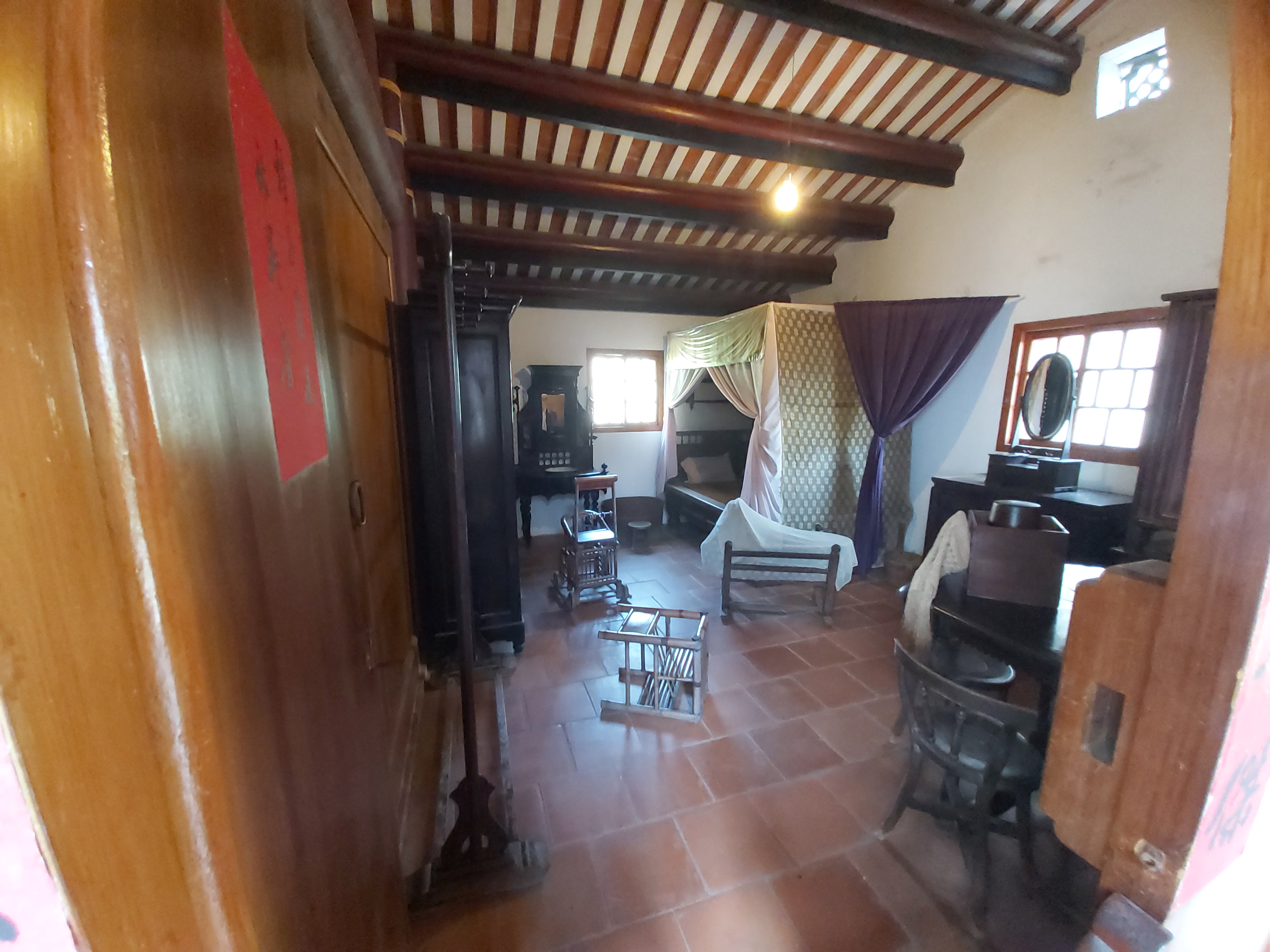
產婦房
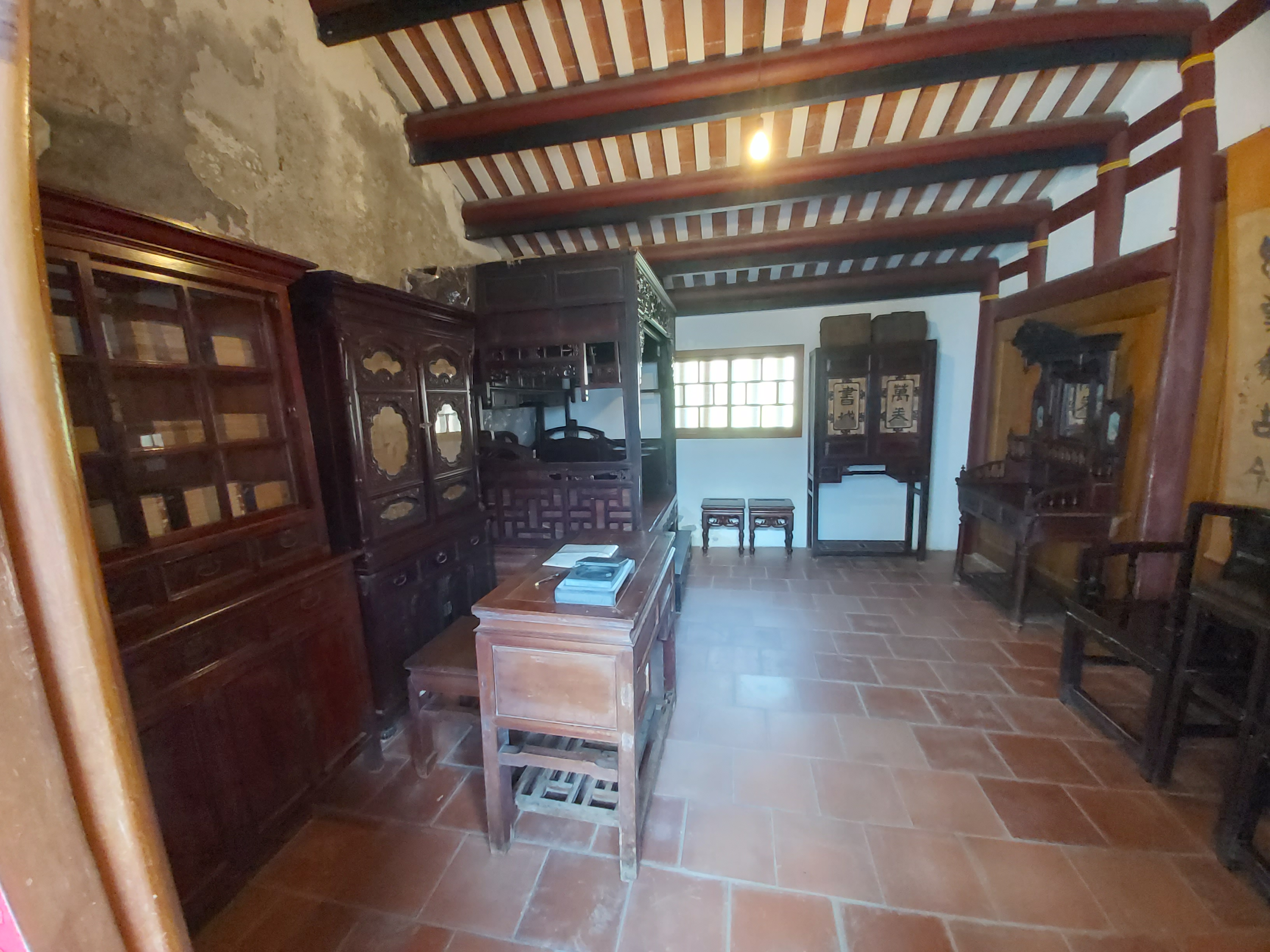
書房
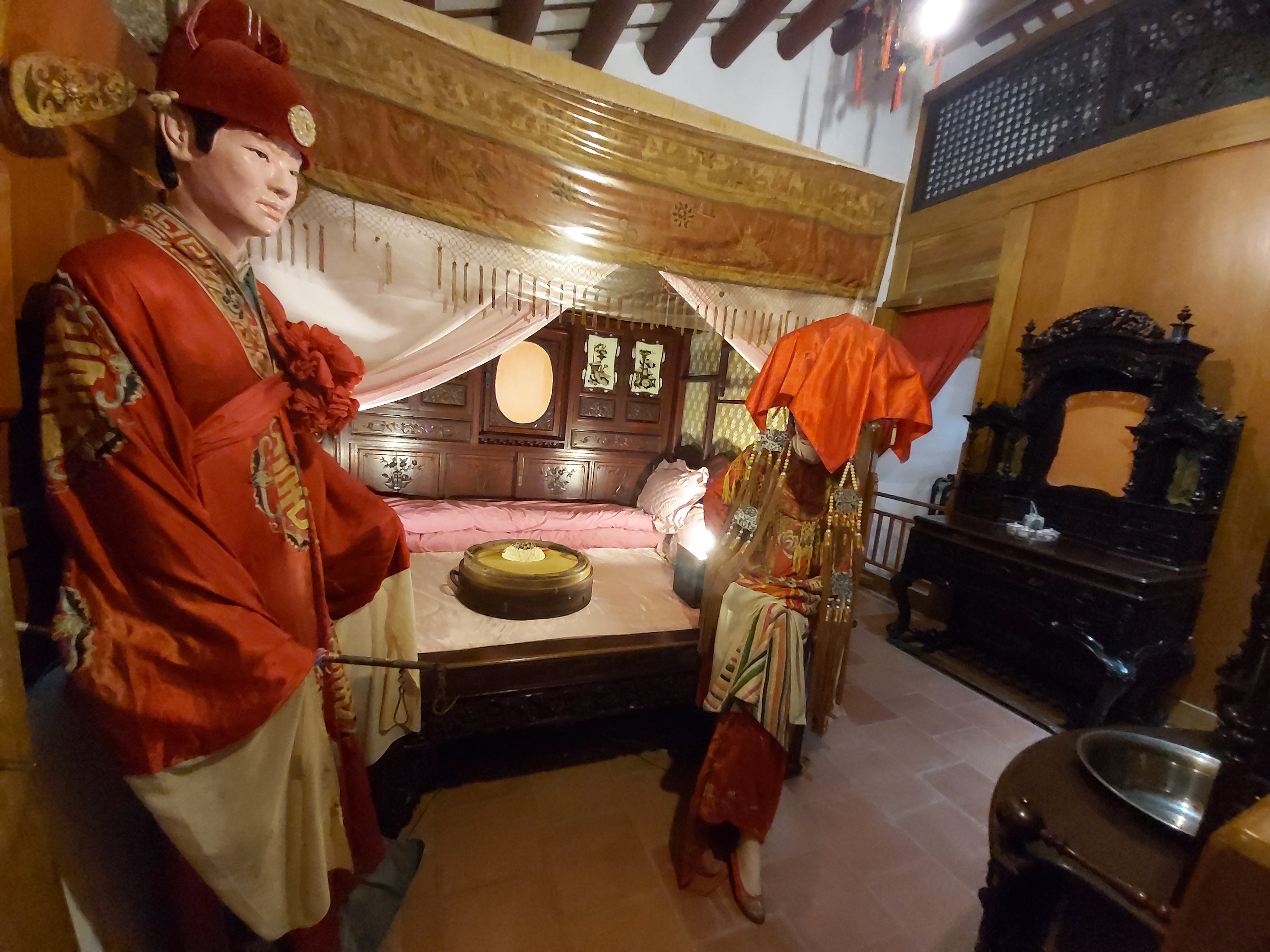
洞房

## 外部連結
- 鹿港民俗文物館 （页面存档备份，存于）
- 鹿港民俗文物館志工社的Facebook專頁